# Priya
Priya è un nome proprio di persona femminile usato in diverse lingue diffuse nel subcontinente indiano.

## Origine e diffusione
Deriva dal termine sanscrito प्रिया (priya), che vuol dire "amata", lo stesso significato dei nomi Amata, Esmé e Angharad; nella mitologia induista è il nome di una figlia di Daksha, figlio di Brahmā. 
Il nome è attestato in nelle lingue hindi, marathi (dov'è scritto in entrambe प्रिया), bengalese (রিয়া), kannada (ಪ್ರಿಯಾ), malayalam (പ്രിയാ), tamil (பிரியா), telugu (ప్రియ) e nepalese.

## Il nome nelle arti
- Priya Koothrappali è un personaggio della serie televisiva The Big Bang Theory.
- Priya Mangal è un personaggio del film Pixar del 2022 Red.
- Priya è un personaggio della serie animata A tutto reality - L'isola: Il ritorno.